# На грани (сингл)
«На гра́ни» — второй сингл Кипелова на одноимённую песню в жанре хэви-метал. 
В сингл вошли песня «На Грани» и две перезаписанные с камерным оркестром «Чистая музыка» песни с альбомов «Смутное Время» («Ночь в июле») и «Реки Времён» («Я здесь»).
В настоящий момент идет процесс создания песен для нового альбома. В преддверии нового альбома, группа КИПЕЛОВ — лидер среди хэви металлических команд в России, готовит долгожданный подарок своим поклонникам. Новый сингл коллектива «На грани» состоящий из заглавной песни, а также двух известных хитов, которые поклонники могут услышать в непривычных для них аранжировках, так как в их записи принимал участие живой симфонический оркестр. Оформление подготовлено известным финским художником Jan «Örkki» Yrlund. Качественное звучание песен является заслугой легендарного датского звукоинженера Tommy Hansena. Релиз представлен в виде красочного шестипанельного digipack.

13 и 14 марта 2009 года состоялись презентации данного сингла в клубе «Б1 Maximum». По словам Кипелова, помимо песен с сингла прозвучат и песни с незаписанного номерного альбома, который группа готовит к выходу 
На концерте мы сыграем две новые песни, те, которые как раз войдут в новый релиз.
 Так же группа обрадовала фанатов, что новый альбом уже не за горами
Мы сами не ставим себе сроков. Хотя могу сказать, это не секрет, мы записали всю ритм-секцию, то есть бас и барабаны записаны полностью. После московских концертов ребята будут записывать гитары, таким образом, инструментальную часть мы постараемся сделать до конца марта. Там останутся уже мелочи, касательно аранжировок, каких-то акустических инструментов. Но пока работа не закончена, говорить о чём-то открыто немного рано.
На концертах среди прочих прозвучали две песни с тогда ещё не записанного номерного альбома группы — «Жить вопреки» и «Ещё повоюем!»

## Список композиций
Вся музыка написана Валерием Кипеловым.
| №  | Название                            | Текст песни                | Длительность |
| -- | ----------------------------------- | -------------------------- | ------------ |
| 1. | «На грани»                          | Маргарита Пушкина, Кипелов | 5:01         |
| 2. | «Я здесь» (Акустическая версия)     | Пушкина, Кипелов           | 5:43         |
| 3. | «Ночь в июле» (Акустическая версия) | Пушкина                    | 6:06         |

## Авторское толкование текста заглавной песни сингла
Наше Радио: Расскажите нам о сингле. 

Валерий Кипелов: В преддверии нового альбома, мы выпустили сингл, который называется «На грани». Он отражает суть происходящего сейчас. Ведь мир сейчас на грани находится — и это нашло место в сингле, поэтому он так называется. Так же называется наша новая песня, которая будет на готовящемся альбоме. Если даже по тексту смотреть, то это ностальгия о каком-то потерянном мире, который уже безвозвратно канул и его уже не вернуть.

Н. Р.: Что это был за мир, который «канул»? Это мир как прошлое?

В. К.: Да, прошлое, которое уже не вернуть. Есть по этому поводу у меня определённая ностальгия. Когда вижу, что уходят из жизни известные музыканты, когда уходят из жизни известные актёры. Вообще уходит целый жизненный пласт.

Н. Р. То есть песня эта больше грустно-ностальгирующая?

В. К.: Да, именно. Это отражено и в музыке и в тексте. Вот что-то меня сподвигло, когда стали уходить из жизни Мордюкова, Лавров, Смоктуновский и другие. Они были для меня как родственники, и когда я узнавал об этом, мне было очень больно и жалко. С ними уходит целая эпоха, целый мир. Вот об этом мне очень хотелось бы сказать в этой песне. <…>

## В записи и издании участвовали
Группа КИПЕЛОВ
- Валерий Кипелов — вокал
- Алексей Харьков — бас-гитара
- Андрей Голованов — гитара, акустическая гитара
- Александр Манякин — барабаны, перкуссия
- Вячеслав Молчанов — гитара, акустическая гитара

Камерный оркестр «Чистая Музыка»
Художественный руководитель и дирижёр И. Горский 

Солисты:
- Н. Будницкая — скрипка
- А. Бурчик — альт
- О. Дёмина — виолончель
- Е. Варавко — кларнет
- И. Горский — рояль

Менеджмент — Евгений Одинцов

Запись сингла производилась на студии Сергея Большакова.

Звукорежиссёр — В. Воронцов
Оформление — Йан Ирлунд (Jan «Örkki» Yrlund).

Сведение и мастеринг — Томми Хансен (Tommy Hansen), Jailhouse Studios, Дания.